# Thymoites camano
Thymoites camano là một loài nhện trong họ Theridiidae.
Loài này thuộc chi Thymoites. Thymoites camano được Herbert Walter Levi miêu tả năm 1957.